# Вьедма (озеро)
Вье́дма (исп. Viedma) — ледниковое озеро в Патагонии на юге Аргентине около границы с Чили. Располагается у одноимённого ледника, спускающегося в озеро с восточных склонов Патагонских Анд. С 2014 года ледник потерял 5,5 квадратных километров ледяной поверхности из-за фронтального отступления. Вьедма представляет приледниковый моренно-подпрудный водоём площадью 1100 км², находящийся на высоте 254 м над уровнем моря. Глубина озера составляет 303,9 м. По другим данным, максимальная глубина озера достигает 900 метров (±3%), что ставит его в число пяти глубочайших озёр мира. По данным команды, которая проводит исследования в Национальном парке Лос-Гласьярес в течение десятилетия, дно озера находится примерно на шестьсот пятьдесят метров ниже уровня моря.
Озеро названо в честь исследователя Патагонии Франсиско де Вьедма.

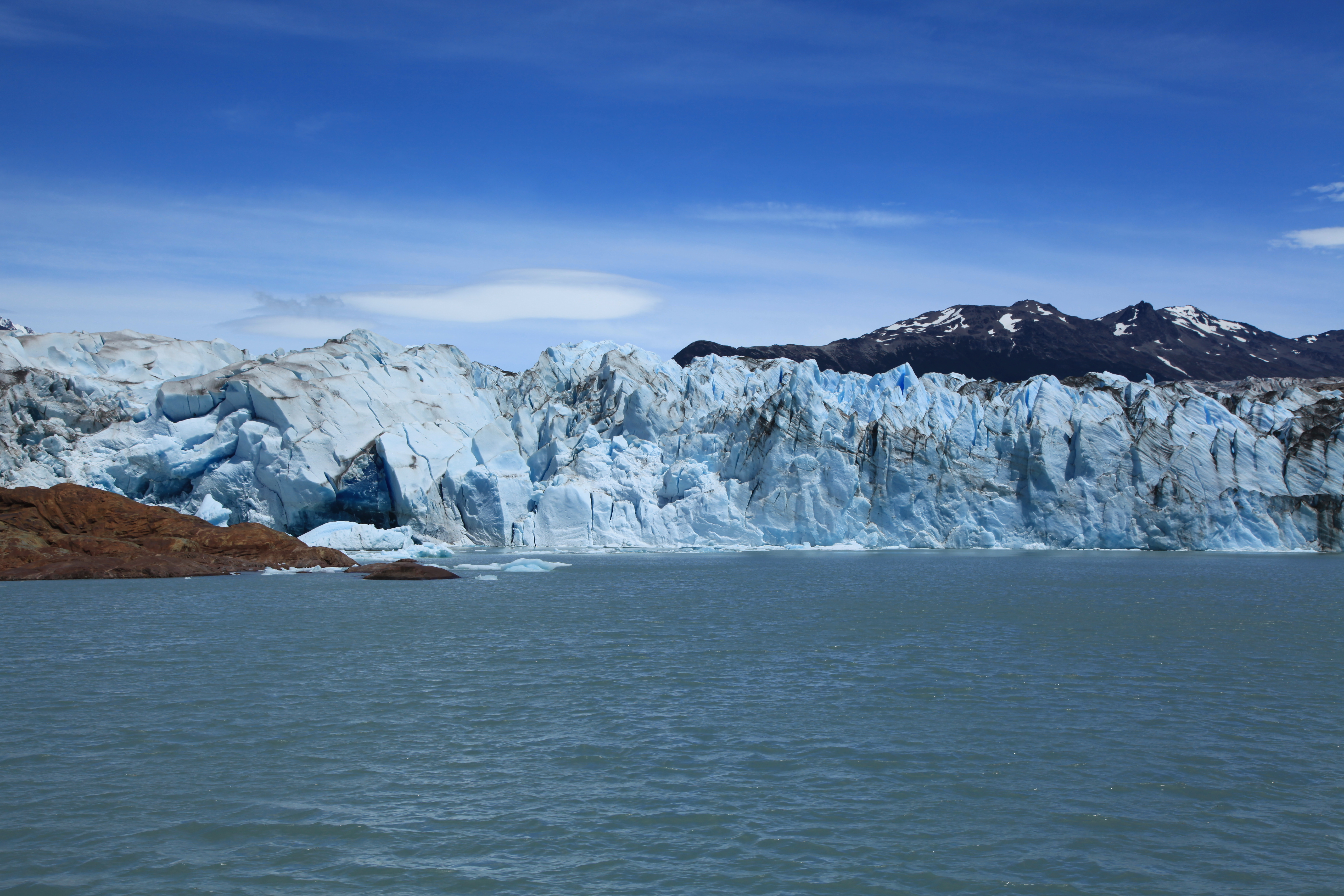
Вид на ледник Вьедма, подходящий к западной оконечности озера

На юго-востоке из Вьедмы вытекает река Леона, впадающая в озеро Лаго-Архентино из которого сток идёт по реке Санта-Крус в Атлантический океан.
Западная оконечность озера Вьедма входит в состав национального парка Лос-Гласьярес. К северо-западу от озера находится известный среди альпинистов пик Фицрой (3375 м).